# Saint-Julien-de-Gras-Capou
Saint-Julien-de-Gras-Capou är en kommun i departementet Ariège i regionen Occitanien i södra Frankrike. Kommunen ligger  i kantonen Mirepoix som ligger i arrondissementet Pamiers. År 2022 hade Saint-Julien-de-Gras-Capou 83 invånare.

## Befolkningsutveckling
Antalet invånare i kommunen Saint-Julien-de-Gras-Capou
Referens: INSEE